# プロジェクトマネジメント学科
プロジェクトマネジメント学科（プロジェクトマネジメントがっか）は、大学における学科のひとつである。日本では唯一、千葉工業大学の社会システム科学部に設けられており、プロジェクトマネジメントに関する教育、研究がなされている。

## プロジェクトマネジメント学科をもつ学校

### 私立
関東
- 千葉工業大学　社会システム科学部　プロジェクトマネジメント学科